# Xyrichtys martinicensis
Xyrichtys martinicensis là một loài cá biển thuộc chi Xyrichtys trong họ Cá bàng chài. Loài này được mô tả lần đầu tiên vào năm 1840.

## Từ nguyên
Từ định danh martinicensis được đặt theo tên của nơi mà mẫu định danh của loài này được phát hiện, đảo Martinique (hậu tố ensis biểu thị nơi chốn).

## Phạm vi phân bố và môi trường sống
X. martinicensis có phạm vi phân bố rộng rãi ở Tây Đại Tây Dương. Loài này được tìm thấy từ phía nam bang Florida (Hoa Kỳ) và Bahamas (bao gồm cả Bermuda) trải dài đến khắp chuỗi đảo Antilles và bờ biển phía nam vịnh México, phía nam trải dài đến khắp bờ biển Caribe và bờ bắc Nam Mỹ, cũng như dọc theo bờ biển Brasil.
X. martinicensis sống trên nền đáy cát lẫn đá sỏi và trong các thảm cỏ biển ở độ sâu đến 21 m.

## Mô tả
Chiều dài cơ thể tối đa được ghi nhận ở X. martinicensis là 15 cm. Mống mắt đỏ ở tất cả giai đoạn. Cá con màu bạc với một dải sọc nâu băng từ mắt đến cuống đuôi. Cá cái có màu nâu tanin (hoặc nâu xanh lục) ở thân trên, màu hồng nhạt ở thân dưới. Có một dải sọc màu cam mờ từ mắt đến cuống đuôi. Trên má có một đốm màu nâu sẫm, được bao quanh bởi một mảng trắng. Bụng có một đốm trắng lớn với các các vạch màu đỏ. Gốc vây đuôi có màu phớt đỏ. Cá đực có màu xanh lục lam nhạt; má và mang màu vàng kim với các vạch sọc mảnh màu xanh lam; vảy có đốm xanh. Gốc vây ngực màu đen, lốm đốm các vệt cam và xanh lam. Vây bụng màu vàng.
Số gai ở vây lưng: 9; Số tia vây ở vây lưng: 12; Số gai ở vây hậu môn: 3; Số tia vây ở vây hậu môn: 12 - 13; Số tia vây ở vây ngực: 12.

## Sinh thái và hành vi
Thức ăn của X. martinicensis là các loài thủy sinh không xương sống nhỏ sống trên cát. X. martinicensis sống thành từng nhóm với duy nhất một con đực trưởng thành cùng với bầy cá cái trong hậu cung của nó.